# Георги Назарчев
Вижте пояснителната страница за други личности с името Георги Кожухаров.
Георги Назарчев (Назарчов, Назърчев) Кожухаров или Кюркчийски е български просветен деец от Македония.

## Биография
Георги Кожухаров е роден в град Якоруда, тогава в Османската империя. Учи в класното училище на Сава Филаретов в София, което завършва в 1865 година и е учител в родния си град между 1865 – 1867 година. Преподава по взаимоучителния метод граматика, география, вероучение и смятане. Назарчов е инициатор за построяването в 1866 година на първото училище в града в двора на храма „Свети Никола“. След това Назарчов преподава в добруджанските села Казълджилар (1873) и Каралии (1874 – 1876). Дарява пари за построяването на българска църква и девическото училище във Варна.
На 29 юни 1895 година е инициатор за основаване на Македонското дружество във Фердинанд и е избран за негов председател.
Баща е на социалиста Назарчо Назарчев.